# Jean-Pierre Seguin
Jean-Pierre Seguin  (* 1935; † 16. Juni 2007) war ein französischer Romanist und Sprachwissenschaftler.

## Leben und Werk
Seguin habilitierte sich 1974 an der Universität Paris III über Diderot, le discours et les choses. Essai de description du style d'un philosophe en 1750 (Paris 1978, Lille 1981) und wurde Professor an der Universität Poitiers. Zu seinen Schülern gehörten Françoise Berlan und  Anna Jaubert.

Seguin ist nicht zu verwechseln mit dem Bibliothekar und Autor Jean-Pierre Seguin (* 1920).

## Weitere Werke
- La Langue française au 18e siècle, Paris 1972
- L'invention de la phrase au XVIIIe siècle. Contribution à l'histoire du sentiment linguistique français, Paris 1993